# 佐久間国三郎
佐久間 国三郎（さくま くにざぶろう、1845年（弘化2年10月） - 1915年（大正4年）4月8日）は、明治時代の政治家。衆議院議員。岐阜県会議長。

## 経歴
美濃国安八郡、のちの岐阜県安八郡蛇池村（海西郡蛇池村、海津郡蛇池村、海西村、平田町を経て現海津市）に生まれる。角田俊作に漢学を学ぶ。
海西村戸長を経て、1879年（明治12年）同村会議員に当選。ほか、水利土工会議員、同議長、所得税調査委員、組合村長を歴任した。
1882年（明治15年）2月、岐阜県会議員に当選し、同年10月、常置委員に推され、1885年（明治18年）3月、県会副議長、のち同議長を歴任した。
1898年（明治31年）8月の第6回衆議院議員総選挙では岐阜県第3区から出馬し当選。衆議院議員を1期務めた。

## 親族
- 長男：武藤山治（実業家）[3]